# ウェーブユーフォー
ウェーブユーフォーはバンダイが発売した電子ゲーム。

## 概要
ウェーブユーフォーは宇宙人を育成することが目的の育成シミュレーションゲームである。携帯電話やPHSなどの電波を受信することで様々な宇宙人に変身する。デザインのみを変更した、映画『メン・イン・ブラック』とのタイアップ商品版も存在する。